# Matchmaker – Auf der Suche nach dem koscheren Mann
Matchmaker – Auf der Suche nach dem koscheren Mann ist ein Kino-Dokumentarfilm der jungen Regisseurin Gabrielle Antosiewicz, gedreht im Jahr 2005 in der Schweiz.
Der Begriff Matchmaker ist die englische Bezeichnung des jüdischen Heiratsvermittlers (auch Schadchen genannt) und bekannt als Songtitel aus dem Musical Fiddler On The Roof.

## Handlung
Die dreissigjährige jüdische Regisseurin ist in Zürich auf der Suche nach dem richtigen – jüdischen – Mann. Kein einfaches Unterfangen, stehen doch nur ein paar Dutzend Kandidaten zur Auswahl. Im Selbstversuch lädt sie drei Juden ein, mit ihr zu Hause zwei Challot (traditionelle jüdische Schabbatzöpfe) zu backen.
Dazwischen erzählt sie anhand dreier Familienporträts, wie unterschiedlich und facettenreich das jüdische Leben in der Schweiz ist. Koschere Liebesgeschichten werden erzählt, das Geheimnis unter Frauenperücken wird gelüftet, die sportliche Betätigung Orthodoxer gezeigt und Internet-Verkupplungsseiten präsentiert. Und am Ende liegen sechs gebackene Brote auf dem Küchentisch…